# Feröeri fatemplomok

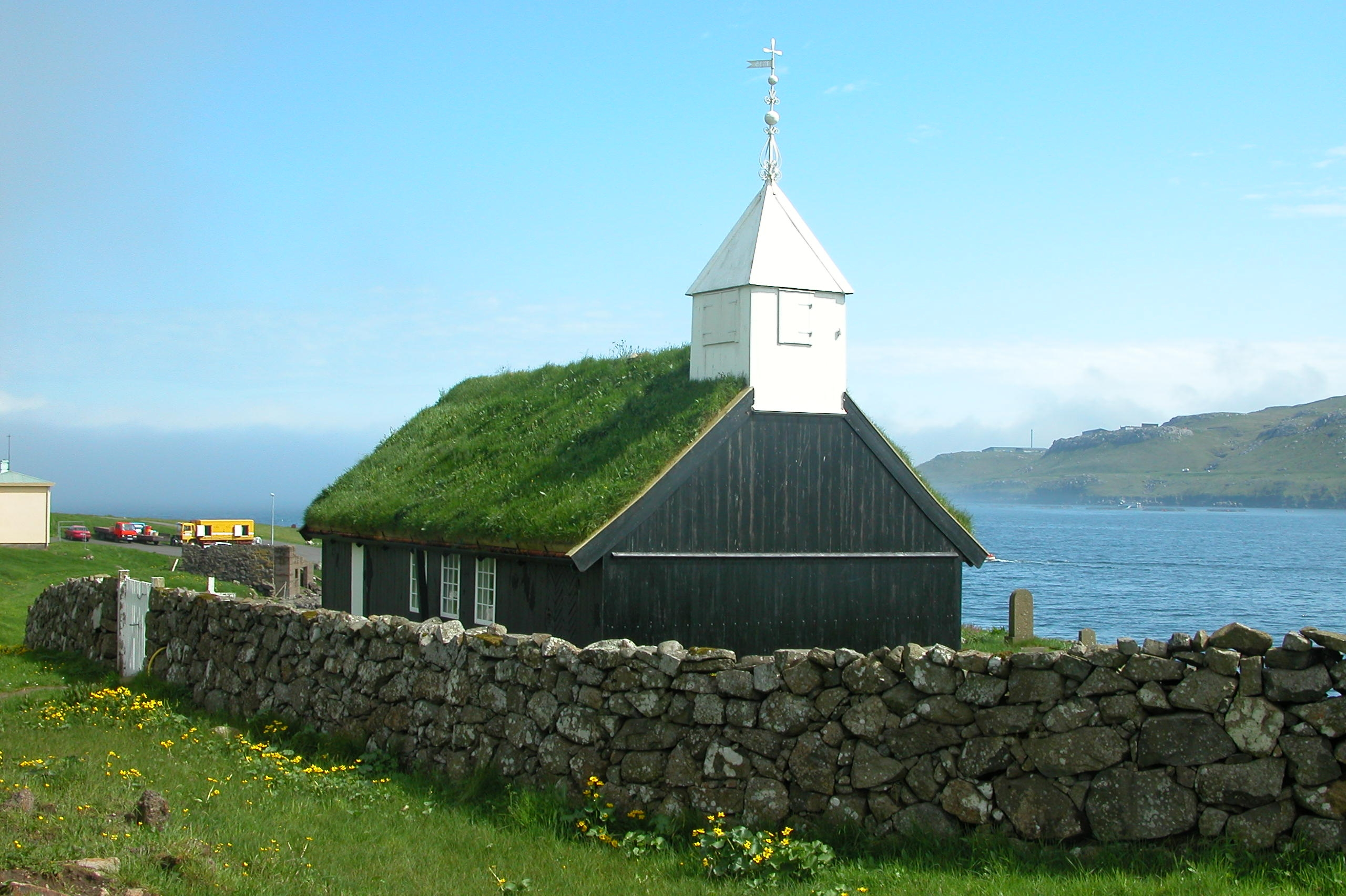
Kaldbak temploma

A 19. századi Feröeri fatemplomok építészeti szempontból Feröer legfontosabb műemlékeinek számítanak. Szűkebb értelemben az 1829 és 1847 között épült templomok sorolhatók ide.

## Előtörténet
Már a Feröeriek sagája is beszámol róla, hogy Sigmundur Brestisson 999-ben, miután keresztény hitre térítette a feröerieket, templomot emelt Skúvoy szigetén. Régészetileg alátámasztott a sanduri templom a szomszédos Sandoy szigetén, amely ugyanebben az időszakban épült. Mindkettő dongatemplom volt, hasonló a Norvégiában fennmaradtakhoz. A feröeri kereszténység ezen első nyomai közül a sanduri a ma álló templom alapját jelenti, Skúvoyban pedig csak Brestisson sírköve utal rá, hogy ott egykor templom állhatott.
A katolikus püspökök idejéből (1100 k. - 1538) csak az 1300 körül épült, befejezetlen Magnus-dóm és a 13. századi Szent Olaf-templom maradt fenn Kirkjubøurban, mindkettő kőtemplom. Utóbbit bizonyíthatóan folyamatosan használják azóta, és egy időben a szigetek székesegyháza volt. Az egykori püspöki székhellyel, a Kirkjubøargarðurral együtt ez a terület Feröer legfontosabb történelmi emléke.

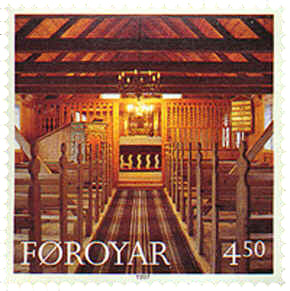
A hvalbai templom belső tere

A kőtemplomok építése a középkortól kezdve jellemző volt, és csak később mondtak le a kőfalakról és építkeztek fából. Ez a fátlan Feröeren egy drága alapanyag, mivel csak uszadékfa vagy importáru áll rendelkezésre.
A ma is álló Tórshavni dóm a második legrégebbi fennmaradt templom Feröeren. 1788-ban épült, ezzel a szigetek legrégebbi fatemploma.

## Fatemplomok (1829-1847)
A fentieket leszámítva a legrégebbi fennmaradt fatemplomok az 1829-1847-es időszakból származnak. Ezeket jellemzően olyan helyeken emelték, ahol korábban is templomok álltak, de azok száz évnél tovább nem tudtak ellenállni az időjárásnak. Ennek a 10 (eredetileg 14) fatemplomnak a közös jellemvonásai a következők:
- kátránnyal feketére kent fa külső falak,
- hagyományos feröeri fűtető,
- kis, fehér huszártorony, amely a tetőgerinchez képest átlósan vagy párhuzamosan helyezkedik el (ez alapján két külön típus különböztethető meg),
- természetes kőből rakott, fehérre festett alap (kivéve a sanduri templomot),
- kezeletlen vagy pácolt fa templombelső,
- faragott díszítéssel ellátott szentélyrekesztő a kórus és a templomhajó között,
- faragások a gerendákon, falakon és padokon; ezen kívül csak szerény díszítések.

Ebben az időszakban a feröeri gazdaság viszonylag jól működött, ami lehetővé tette a templomok építését. Ezeket a templomokat helyi ácsok vagy hajóácsok építették, és a faragások is tőlük származnak, így az akkori népművészet kifejeződésének tekinthetők.

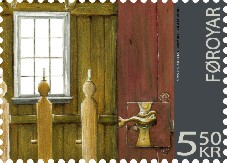
A sanduri templom egy részlete (bélyegen)

A legrégebbi ilyen templom (1829) Hvalvíkban áll. Joen Michelsen velbastaðuri ács építette, aki a korszak többi templomépítésében is részt vett, erről nevezetes a szigeteken. A további kilenc fennmaradt fatemplom a szentelés évével:
- Gøta (1833)
- Strendur (1834)
- Kaldbak (1835)
- Kollafjørður (1837)
- Oyndarfjørður (1838)
- Sandur (1839)
- Nes (1843)
- Porkeri (1847)
- Funningur (1847)

## Külső hivatkozások
- Feröeri Népegyház (feröeri)